# Cerro Cucolicote
El cerro Cucolicote, también conocido como cerro Cuculicote, es un cerro del Perú, ubicado en la Región de La Libertad, Provincia de Ascope. Tiene una altura de 1500 m s. n. m.
El origen del nombre no es conocido, sin embargo el lingüista peruano Alfredo Augusto Torero Fernández de Córdova, en su artículo de investigación "Áreas toponímicas e idiomas en la sierra norte peruana: un trabajo de recuperación lingüística", señala que las terminaciones en “-cote” podrían estar asociadas a la denominación toponímica “-cat”, una colaboración del copallén y el quechua que alude a “agua”. Esto podría darse debido a la cercanía con una quebrada del mismo nombre.
Este cerro está relacionado con una serie de leyendas locales, entre historias desde antes de la colonia relacionada con sus restos arqueológicos, hasta aquellas sobre entierros de oro dejadas atrás por bandoleros.